# TVP Kobieta
TVP Kobieta – polska stacja telewizyjna Telewizji Polskiej przeznaczona do emisji programów lifestyle’owych, poradnikowych i rozrywkowych; stacja jest skierowana głównie do kobiet. Dostępna jest zarówno w standardowej, jak i wysokiej rozdzielczości obrazu (SD i HD).
Kierowanie pracami nad stacją powierzono Iwonie Bocian-Zaciewskiej (powołanej na stanowisko pełnomocnika Zarządu Telewizji Polskiej ds. kanału TVP Kobieta).

## Historia
Powstanie stacji TVP Kobieta zapowiedział prezes Telewizji Polskiej Jacek Kurski w czasie jego wysłuchania przez Radę Mediów Narodowych 7 sierpnia 2020 roku. 12 stycznia powstanie kanału ujęto w aktualizacji karty powinności złożonej przez prezesa TVP do Krajowej Rady Radiofonii i Telewizji.
Nadawanie stacja rozpoczęła 8 marca 2021 roku o godzinie 5.30, zastępując kanał TVP Rozrywka w MUX-8. 
1 czerwca 2023 roku sygnał stacji został udostępniony bezpłatnie w serwisie internetowym i aplikacji TVP VOD.

## Oferta programowa
W roku 2021 stacja w godzinach popołudniowych zaczęła emitować powtórki programu porannego TVP2 Pytanie na śniadanie. W ofercie stacji znalazły się również filmy, w tym dokumentalne oraz biograficzne, a także seriale (np. Velvet). Część ramówki zajmują pozycje powtórkowe z głównych anten Telewizji Polskiej.
Wiosną 2021 roku nadawca zakupił prawa do emisji brytyjskiego programu Dom w słońcu (A Place in the Sun) przedstawiającego poszukiwania odpowiedniego dla uczestników projektu nieruchomości. 6 maja rozpoczęto powtórkową emisję serialu M jak miłość od pierwszego odcinka.

### Programy emitowane w TVP Kobieta premierowo
Wiosną 2021 roku wśród produkcji własnych stacji znalazły się: magazyn kulturalno-rozrywkowy Ale się dzieje!, magazyn poświęcony rozwojowi zawodowemu Kobieta w biznesie, program typu human-reality Kobiety w drodze, program o tematyce florystycznej Kwiaty na warsztat, magazyny kulinarne Pięknie przyprawiONA i Słodkie smaki świata, magazyny Podróże Małej i Dużej, Ziołowa apteka i Ulepieni z pasji czy pasmo Trenuj z TVP Kobieta. 
W ramówce jesiennej 2021 zadebiutowały takie programy, jak m.in. Piękno – zgłoś się!, Wszystkie strony piękna, Od niemowlaka do przedszkolaka, Taka jak ty.

## Dostępność
Kanał dostępny jest na szóstym multipleksie naziemnej telewizji cyfrowej (DVB-T2) oraz u operatorów UPC, Toya, Avios. Później dołączył do oferty takich operatorów, jak np. Vectra, Multimedia Polska, Orange, Promax, TVK Toruń, Inea, Spółdzielni Mieszkaniowej w Lipnie, T-Mobile Magenta TV czy Elsat, a także w Polsat Box i Canal+. Od 8 marca 2021 do 13 stycznia 2023 roku był dostępny na ósmym multipleksie naziemnej telewizji cyfrowej (DVB-T).